# Japanische Frauen-Handballnationalmannschaft
Die japanische Frauen-Handballnationalmannschaft vertritt Japan bei Länderspielen und internationalen Turnieren im Frauenhandball.

## Teilnahme an internationalen Turnieren
Japan nahm bislang an jeder Asienmeisterschaft teil. 2004 verbuchte Japan seinen einzigen Titelgewinn. Die Nationalmannschaft qualifizierte sich erstmals 1962 für eine Weltmeisterschaft und nimmt seit 1995 regelmäßig am Turnier teil. Der 7. Platz bei der Weltmeisterschaft 1965 ist die bislang beste Platzierung. Die erste Teilnahme an Olympischen Spielen gelang 1976 in Montreal.

### Handball-Weltmeisterschaft
- Weltmeisterschaft 1962: 9. Platz (von 9 Teams)
- Weltmeisterschaft 1965: 7. Platz (von 8 Teams)
- Weltmeisterschaft 1971: 9. Platz (von 9 Teams)
- Weltmeisterschaft 1973: 10. Platz (von 12 Teams)
- Weltmeisterschaft 1975: 10. Platz (von 12 Teams)
- Weltmeisterschaft 1986: 14. Platz (von 16 Teams)
- Weltmeisterschaft 1995: 15. Platz (von 20 Teams)
- Weltmeisterschaft 1997: 17. Platz (von 24 Teams)
- Weltmeisterschaft 1999: 17. Platz (von 24 Teams)
- Weltmeisterschaft 2001: 20. Platz (von 24 Teams)
- Weltmeisterschaft 2003: 16. Platz (von 24 Teams)
- Weltmeisterschaft 2005: 18. Platz (von 24 Teams)
- Weltmeisterschaft 2007: 19. Platz (von 24 Teams)
- Weltmeisterschaft 2009: 16. Platz (von 24 Teams)
- Weltmeisterschaft 2011: 14. Platz (von 24 Teams)
- Weltmeisterschaft 2013: 14. Platz (von 24 Teams)
- Weltmeisterschaft 2015: 19. Platz (von 24 Teams)
- Weltmeisterschaft 2017: 16. Platz (von 24 Teams)
- Weltmeisterschaft 2019: 10. Platz (von 24 Teams)
- Weltmeisterschaft 2021: 11. Platz (von 32 Teams)
Team: Mika Nagata (eingesetzt in 6 Spielen / 7 Tore geworfen), Asuka Fujita (5/2), Natsumi Akiyama (4/5), Mana Ōyama (6/12), Natsuki Aizawa (6/32), Sakura Kametani (4/0), Ikumi Iwabuchi (5/1), Maharu Kondo (4/12), Kaho Nakayama (6/33), Mana Yamamoto (6/0), Yumi Kitahara (6/5), Abinaomi Osawa (2/0), Atsuko Baba (6/0), Naoko Sahara (2/0), Saki Hattori (6/28), Yuki Yoshidome (6/10), Shizuka Akiyama (1/0), Ayaka Ohmatsuzawa (4/3) – am 6. Dezember ersetzt durch Hikaru Matsumoto[4] (4/16), Clare Francis Gray (3/4) – am 8. Dezember ersetzt durch Ayaka Ohmatsuzawa[4];[5] Trainer Shigeo Kusumoto
- Weltmeisterschaft 2023: 17. Platz
Team: Natsuki Aizawa (6/30), Natsumi Akiyama (5/5), Atsuko Baba (3/1), Hinata Fujiwara (1/5), Miyako Hatsumi (6/5), Saki Hattori (6/25), Wakana Hokaguchi (1/5), Sora Ishikawa (4/4), Sakura Kametani (5/0), Chikako Kasai (6/13), Yumi Kitahara (3/3), Hikaru Matsumoto (5/15), Mika Nagata (5/5), Kaho Nakayama (5/20), Ayame Okada (6/7), Senri Ryu (1/0), Naoko Sahara (2/3), Naho Saito (5/0), Haruno Sasaki (5/20), Yuki Yoshidome (6/13)[6]
Trainer: Shigeo Kusomoto
- Weltmeisterschaft 2025:

### Asienmeisterschaft
- Gold: 2004, 2024
- Silber: 1991, 2000 II, 2015, 2017, 2018, 2021, 2022
- Bronze: 1986, 1989, 1995, 1997, 1999*, 2006, 2008, 2012
- weitere Teilnahmen: 1993, 2002, 2010 (jeweils 4. Platz)

*Anmerkung: Der Wettbewerb wurde im Januar 2000 ausgetragen.

### Olympische Spiele
- Olympische Spiele 1976: 5. Platz
- Olympische Spiele 2020 (2021): 12. Platz

## Kader
Sakura Kametani (Entente Sportive Bisontine Féminin), Mika Nagata (Hokkoku Bank), Naoko Sahara (Hokkoku Bank), Hatsumi Yasuko (Mie Violet Iris), Yumi Kitahara (Sony Semiconductor Manufacturing), Saki Hattori (Sony Semiconductor Manufacturing), Chikako Kasai (Sony Semiconductor Manufacturing), Atsuko Baba (Hokkoku Bank), Kaho Nakayama (Hokkoku Bank), Kasa Izumi (Sony Semiconductor Manufacturing), Hikaru Matsumoto (Hokkoku Bank), Natsumi Akiyama (Kisvárda KC), Naho Saito (Hokkoku Bank), Natsuki Aizawa (Hokkoku Bank), Aya Okada (Kagawa Bank), Haruno Sasaki (Borussia Dortmund), Hinata Fujiwara (Universität Tsukuba), Exit Wakana (Universität Tsukuba), Yuki Yoshidome (Hokkoku Bank), Sora Ishikawa (Universität Osaka)

## Trainer
Bis 2020 trainierte Ulrik Kirkely das Team aus Japan. Ihm folgte nach den Olympischen Spielen 2021 Mikio Furuhashi. Im Oktober 2021 übernahm Shigeo Kusomoto die japanische Auswahlmannschaft. Ab Juli 2025 ist der Däne Morten Soubak Trainer der Auswahl.